# Театр драмы имени В. Ф. Комиссаржевской Уссурийского городского округа
Теа́тр дра́мы и́мени В. Ф. Комиссарже́вской — драматический театр в городе Уссурийске Приморского края.
Собственно Уссурийский драматический театр основан в 1937 году, однако здание Народного Дома имеет более давнюю историю.

## История Народного Дома и драматического театра
В 1907 году в Никольске-Уссурийском И. Пьянков, представитель Торгового дома «Пьянков с братьями» пожертвовал на постройку Народного Дома 100 тысяч рублей. К 1908 году строительство завершено, в 1909 году прошла премьера — спектакль «Горе от ума».
- октябрь 1909 — гастроли Веры Комиссаржевской.
- 1910 — концерты Анастасии Вяльцевой.
- 1911 — дебют Ольги Ничке-Новак.
- 1912 — городская дума Никольска-Уссурийского возбудила ходатайство о присвоении Народному дому имени братьев Пьянковых.
- октябрь 1915 — гастроли Миланской оперы («Кармен» Жоржа Бизе).
- 1916 — гастроли Е. Н. Рощиной-Инсаровой и артистов Мариинского театра.
- 1918—1922 — работает постоянная труппа под руководством Ф. Лирова.

15 ноября в Народном Доме Н.-Уссурийского поставлен спектакль. Выручка перечислена в фонд Карла Либкнехта.— Газета «Красное Знамя», 1924 год

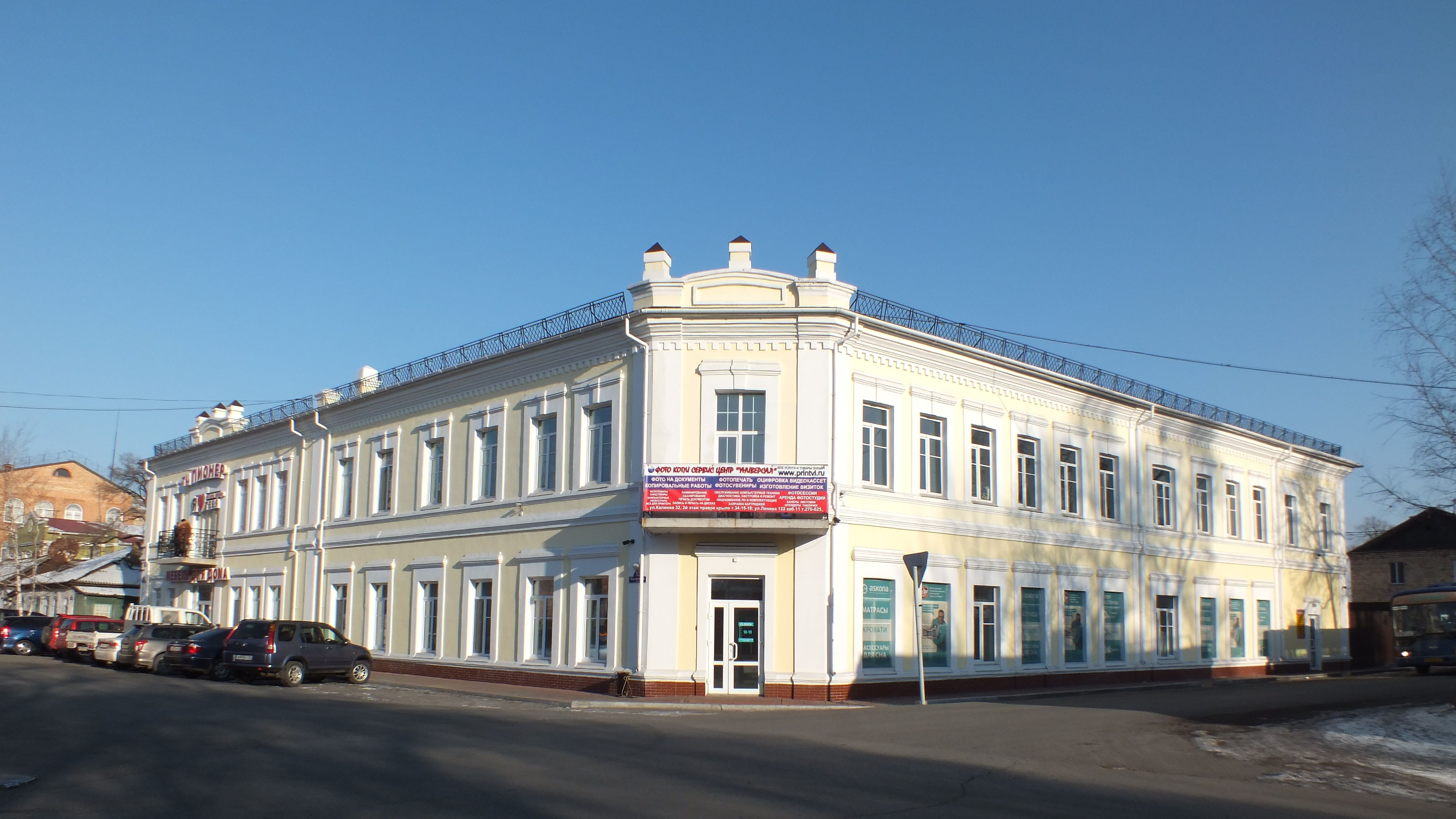
Ул. Калинина 32, памятник архитектуры. С 1924 г. в здании работал Театр рабочей молодёжи, с 1937 г. — городской драмтеатр, с 1958 г. — Дом пионеров.

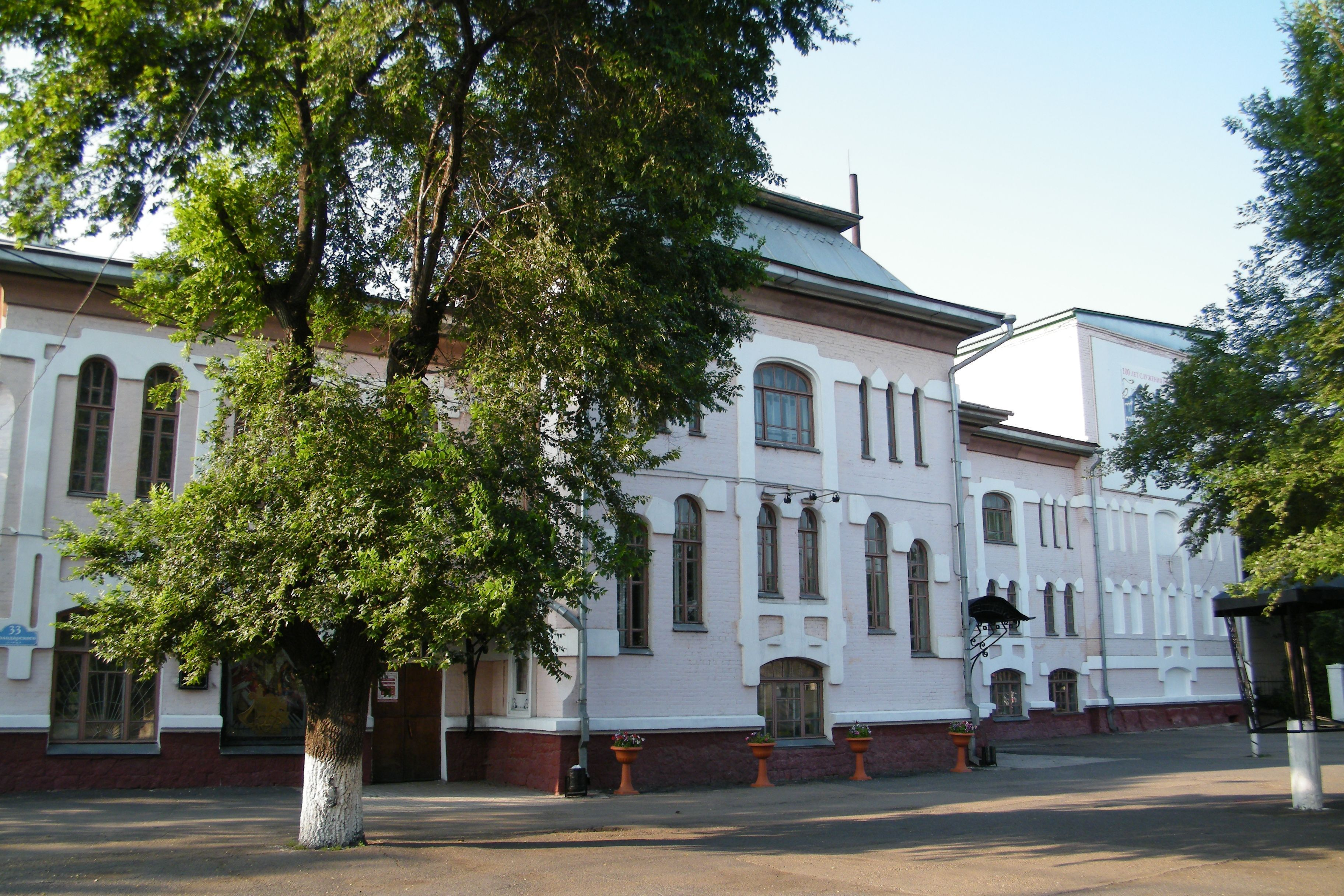
Вид на драматический театр с ул. Володарского

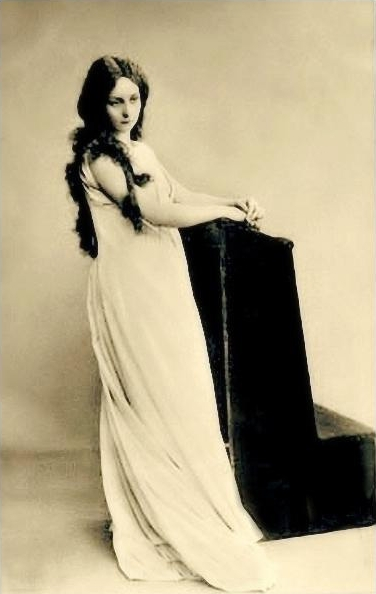
Вера Комиссаржевская

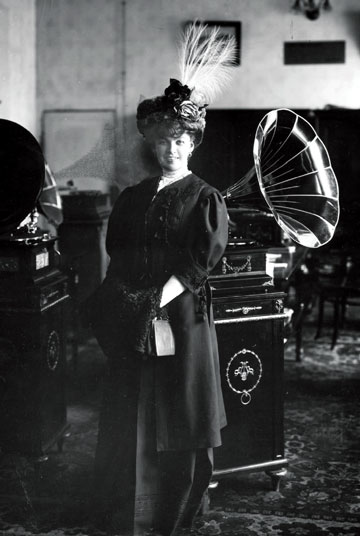
Анастасия Вяльцева

- 1924 — начал работу Межсоюзный Рабочий Клуб, в дальнейшем — Театр рабочей молодёжи (ТРАМ), располагался по ул. Калинина, 32 (впоследствии в этом здании работал Дворец Пионеров).

1928 — в здании Народного Дома (ул. Володарского 33) размещается Дом Красной армии.
1954 — в здании Народного Дома (ул. Володарского 33) размещается Дом пионеров.
- 1937 — в городе Ворошилов по адресу ул. Калинина, 32 был основан городской драматический театр.[2]
- Слияние Уссурийского областного театра и ликвидированного колхозно-совхозного театра города Спасска-Дальнего.
- Переименования:

1943 — Приморский краевой колхозно-совхозный театр;
1947 — Приморский передвижной драматический театр;
1952 — Ворошиловский драматический театр.
- С 1958 года Уссурийский драматический театр работает в здании Народного Дома (ул. Володарского, 33).
- С 1961 года театр переименован в Уссурийский драматический театр управления культуры Приморского крайисполкома.
- 2011 — переименование в «Театр драмы Уссурийского городского округа имени В. Ф. Комиссаржевской»[3]

## Заметные люди театра
В театре работали заслуженные артисты РСФСР П. Селиванов, Л. Загвоздин, Р. Юренева, А. Яриш, Е. Долгова (Довженко), В. Колобов. В 2016 году в спектакль «Свадьба&Свадьба» на роль Ревунова-Караулова был приглашен Народный артист России В. Тютюнник.
Н. В. Беседин, проработал на уссурийской сцене 60 лет.
В. Н. Кондрина, отдала театру 45 лет.
Н. В. Ребник, Лауреат премии Приморского комсомола, проработала в театре 30 лет.
А. Д. Домашенко, в театре с 1966 года по 2003 год.
Свою трудовую карьеру начинали в Уссурийском драматическом театре: Валерий Приёмыхов, выпускник Дальневосточного педагогического института искусств; режиссёр Ф. Е. Шишигин, народная артистка РСФСР Н. А. Айзенберг (1954—1958).

## Признание и награды
- Приз «Серебряный Витязь» (2015)[5]
- Приз «Золотой Витязь» (2017)[6]